# Пестовское водохранилище
Пе́стовское водохрани́лище — одно из водохранилищ системы канала имени Москвы. Расположено в Московской области, в пределах Пушкинского района и городского округа Мытищи.

## Описание

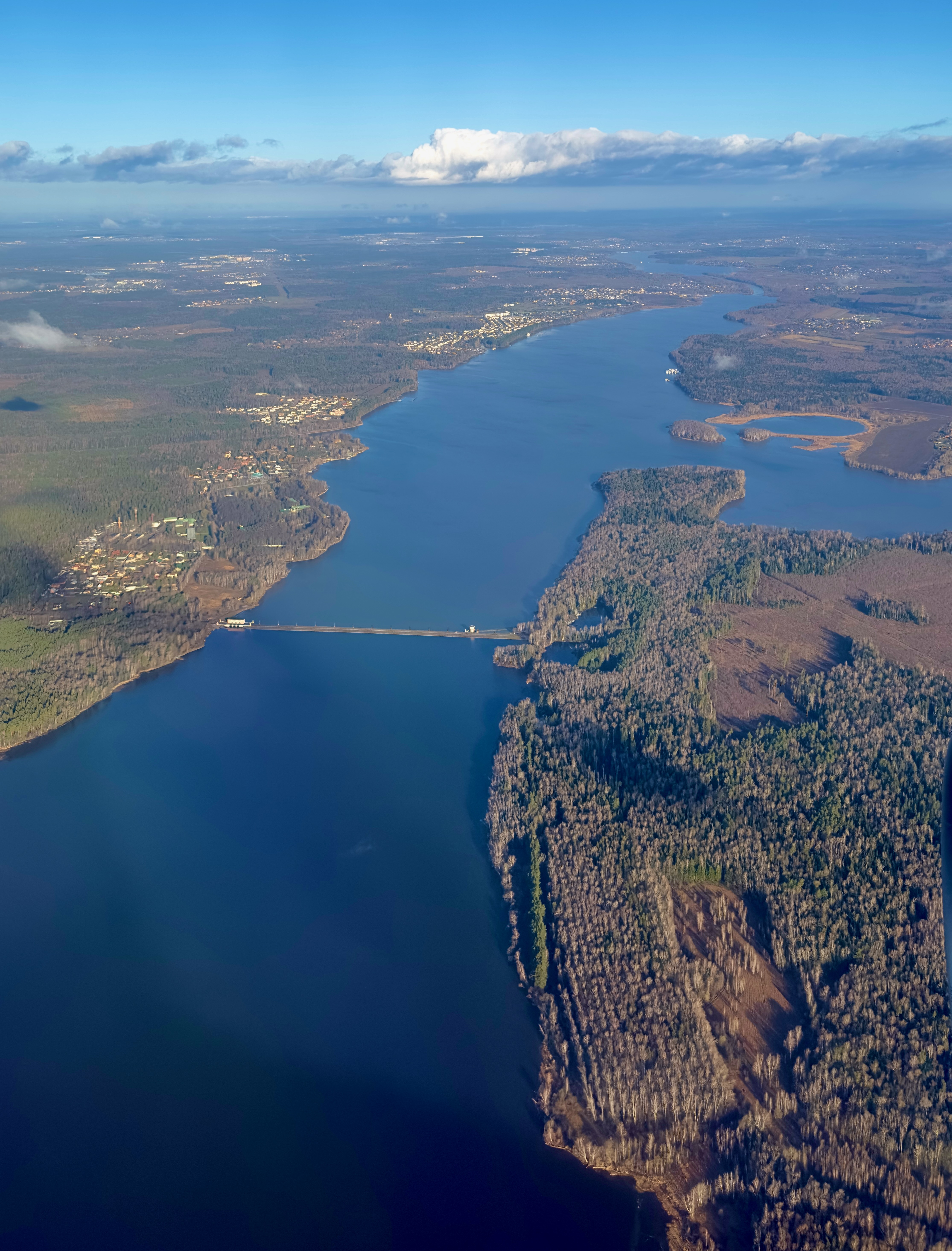
Вид с высоты

Образовано в 1937 году посредством строительства гидроузла на реке Вязь, который состоит из плотины длиной 707 м, донного водоспуска и водосбора.
Максимальный объём — 54,3 млн м³, полезный объём — 20,2 млн м³, площадь акватории — 11,6 км². Ширина — до 2 км, длина — до 6,1 км, глубина — до 14 м. Сток регулируется сезонно, зимой уровень воды в водохранилище снижается на 1,5 м.
Водохранилище судоходно. Северо-западная часть водохранилища соединяется через участок канала с Икшинским водохранилищем, южная часть — через участок канала с Пяловским водохранилищем, а юго-восточная часть — через Пестовскую плотину с Учинским водохранилищем.
На водохранилище располагаются пристани «Хвойный Бор», «Зелёный Мыс», «Лесное», «Михалёво» и «Тишково».
Используется для водоснабжения Москвы. Является популярным местом отдыха.